# ミドー

Mido Brand logo

ミドー (Mido) はスイスのル・ロックルに本拠地を構える時計メーカーである。社名の由来はスペイン語の「Yo mido」（「私は計測する」の意）。
「時代を超えること。それは真に優れたデザインの証」というブランドスローガンのもとに、時代にとらわれない洗練されたデザインと高い機能性の融合を目指し、
主に自動巻きの機械式時計を約100年に渡り製造している。現在はスウォッチ　グループ傘下のブランドである。

## 歴史
- 1918年 - George SchaerenによりミドーG シャレン　アンド　カンパニー　ウォッチが設立
- 1934年 - 自動巻きの「マルチフォート」発売。当時の自動巻き時計の先駆けとなる。防水性、耐磁性、耐衝撃性にも優れブランドの歴史上もっとも重要な道しるべの一つとなる。
- 1944年 -「オーシャンスター」発売。アクアデュラシステムによる高い防水性を誇るコレクションとなる。
- 1959年 -　「コマンダー」発売。現在も当時と同様のデザインで一部地域で販売を継続している。
- 1976年 -　「バロンチェッリ」発売。エレガントな３針時計が中心でありミドーを代表するコレクションとなる。
- 1977年 -　スイスクロノメーター検定協会（Contrôle Officiel Suisse des Chronomètres 、C.O.S.C.）認定のムーブメント数がランキング第２位を獲得。
- 1985年 - スウォッチ・グループに所属。
- 2002年 -　「オールダイヤル」発売。
- 2008年 -「ベルーナ」発売。
- 2012年 -「グレートウォール」発売。
- 2014年 -　パリにて国際建築家連合（UIA）とのパートナーシップを締結。
- 2015年 -　ミドーウォッチデザインコンテスト開催。Étude de Style Sàrlの創業者でデザイナーのセバスチャン ペレ(Sébastien Perret)がデザインしたロンドンのビッグベン(Big Ben)をモチーフにしたデザインが受賞。

## 製品

### マルチフォート
マルチフォート (Multifort) は1934年に発売された半回転自動巻き時計である。ロレックスのバブルバックと並び自動巻時計の先駆けの一つとなった。
シドニーハーバーブリッジの開通２年後に発売されたこのコレクションは象徴的な大建造物のアーキテクチャを表現している。ムーブメントはMIDO1320を使用したクロノグラフが中心。ブランドカラーを使ったブラックとオレンジのクロノグラフモデル「マルチフォート クロノグラフ(M005.614.37.051.22)が人気モデル。

### バロンチェッリ
1976年に発売されたミドーの代表的コレクション。フランスレンヌのオペラハウスの洗練されたフォルムにインスパイアされた商品群である。多数の女性用モデルを保有。男性用時計ではスイスクロノメーター検定協会（Contrôle Officiel Suisse des Chronomètres 、C.O.S.C.）認定のクロノメーターモデルを保有。

### コマンダー
1959年の発売から普遍のデザインで流通しつづけているコレクション。（一部地域のみ）中米ではミドーブランドの中で第一位の人気コレクションである。

### コマンダーII
初代コマンダーのデザインを現代に再構築したシンプルかつ洗練されたデザインが特徴。ムーブメントはMIDOCaliber80.611を使用し80時間パワーリザーブかつスイスクロノメーター検定協会（Contrôle Officiel Suisse des Chronomètres 、C.O.S.C.）認定のクロノメーターモデルを多数保有。